# سمندرک آلپی
سمندرک آلپی (نام علمی: Ichthyosaura alpestris) نام یک گونه از تیره سمندران است.